# Ghosts I-IV
Ghosts I-IV (anche noto come Halo 26) è il sesto album dei Nine Inch Nails, uscito nel 2008.

## Descrizione
Contiene 36 tracce strumentali e venne registrato in dieci settimane, a partire dall'ottobre 2007; è il primo album dei Nine Inch Nails a non essere stato prodotto sotto un contratto di una casa discografica.
Le tracce non hanno nomi e sono identificate solamente da un numero. Il disco è disponibile per il download sul sito ufficiale del gruppo; secondo il frontman Trent Reznor, a causa dell'enorme flusso di utenti, al sito internet fu necessaria un'aggiunta di server per gestire i download. La traccia 34 Ghosts IV è stata campionata dal rapper Lil Nas X per la sua hit Old Town Road del 2018.

## Tracce
Tutte le tracce sono state composte da Trent Reznor e Atticus Ross, eccetto quelle segnate.

### Ghosts I
1. "1 Ghosts I" - 2:48
2. "2 Ghosts I" - 3:16
3. "3 Ghosts I" - 3:51
4. "4 Ghosts I" - 2:13 (Cortini, Reznor, Ross)
5. "5 Ghosts I" - 2:51
6. "6 Ghosts I" - 4:18
7. "7 Ghosts I" - 2:00
8. "8 Ghosts I" - 2:56
9. "9 Ghosts I" - 2:47

### Ghosts II
1. "10 Ghosts II" - 2:42
2. "11 Ghosts II" - 2:17 (Reznor, Ross, Cortini)
3. "12 Ghosts II" - 2:17
4. "13 Ghosts II" - 3:13
5. "14 Ghosts II" - 3:05
6. "15 Ghosts II" - 1:53
7. "16 Ghosts II" - 2:30
8. "17 Ghosts II" - 2:13 (Cortini, Reznor, Ross)
9. "18 Ghosts II" - 5:22

### Ghosts III
1. "19 Ghosts III" - 2:11 (Reznor, Ross, Cortini, Brian Viglione)
2. "20 Ghosts III" - 3:39
3. "21 Ghosts III" - 2:54
4. "22 Ghosts III" - 2:31 (Reznor, Ross, Cortini, Viglione)
5. "23 Ghosts III" - 2:43
6. "24 Ghosts III" - 2:39
7. "25 Ghosts III" - 1:58 (Reznor, Ross, Adrian Belew)
8. "26 Ghosts III" - 2:25
9. "27 Ghosts III" - 2:51 (Reznor, Ross, Belew)

### Ghosts IV
1. "28 Ghosts IV" - 5:22
2. "29 Ghosts IV" - 2:54 (Reznor, Ross, Cortini)
3. "30 Ghosts IV" - 2:58
4. "31 Ghosts IV" - 2:25
5. "32 Ghosts IV" - 4:25
6. "33 Ghosts IV" - 4:01 (Reznor, Ross, Cortini)
7. "34 Ghosts IV" - 5:52
8. "35 Ghosts IV" - 3:29
9. "36 Ghosts IV" - 2:19

## Formazione
- Trent Reznor - strumenti, produzione
- Atticus Ross - programmazione, arrangiamenti, produzione
- Alan Moulder - mixing, produzione
- Alessandro Cortini - chitarra (4, 11, 17, 20, 24, 28), basso (4), dulcimer (22), parti elettroniche (19, 22, 29, 33)
- Adrian Belew - chitarra (3, 4, 7, 10-11, 14, 16, 21, 25, 27, 31-32, 35)
- Brian Viglione - batteria (19, 22)